# Arturo Rawson Corvalán
Arturo Rawson Corvalan (ur. 4 czerwca 1885 w Santiago del Estero, zm. 8 października 1952 w Buenos Aires) – argentyński generał, który w czerwcu 1943 dokonał zamachu stanu i przejął władzę w państwie jako szef junty wojskowej. Był faktycznym prezydentem Argentyny od 4 czerwca do 7 czerwca 1943, kiedy to współspiskowcy odebrali mu władzę.

## Życiorys
Jego rodzina pochodziła ze Stanów Zjednoczonych. W 1905 roku ukończył Colegio Militar. W latach 20. XX wieku służył w kawalerii, pełnił również funkcję attaché wojskowego w Boliwii. 4 czerwca 1943 roku objął po zamachu stanu przeprowadzonym przez GOU urząd prezydenta Argentyny, które pełnił przez 3 dni. Po rezygnacji z urzędu został ambasadorem Argentyny w Brazylii, niedługo potem zrezygnował z zajmowanego stanowiska i przeszedł na emeryturę.
W 1945 roku brał udział w protestach przeciwko prezydentowi Edelmiro Farrellowi, za co stanął przed trybunałem wojskowym. Został jednak uniewinniony.